# I protagonisti (film 1992)
(Robert Altman)
I protagonisti (The Player) è un film del 1992 diretto da Robert Altman.
Presentato in concorso al 45º Festival di Cannes, ha vinto il premio per la miglior regia e il premio per la migliore interpretazione maschile. Altman inoltre è stato candidato all'Oscar per Miglior regista.

## Trama
Griffin Mill è un influente produttore cinematografico, responsabile della selezione delle sceneggiature da trasformare in film. Ogni anno, ne approva solo 12 su 50.000, ma la sua posizione è minacciata dall’arrivo del rampante dirigente Larry Levy.
Un giorno, Mill inizia a ricevere lettere anonime con minacce di morte. Indagando, sospetta che l’autore sia David Kahane, uno sceneggiatore a cui aveva promesso una chiamata mai avvenuta. Lo rintraccia in un cinema di Pasadena, dove sta guardando Ladri di biciclette. I due discutono animatamente e la lite degenera: Mill uccide Kahane e inscena una rapina andata male.
Il giorno dopo, il capo della sicurezza dello studio, Walter Stuckel, avvisa Mill che la polizia sa che è stato l’ultimo a vedere Kahane vivo. Poco dopo, riceve un fax anonimo che insinua che abbia ucciso la persona sbagliata. Anche i detective Avery e DeLongpre iniziano a sospettare di lui. Durante il funerale di Kahane, Mill si avvicina alla fidanzata dello sceneggiatore, June Gudmundsdottir.
Le minacce continuano: una cartolina anonima lo invita a un incontro in un hotel. Mentre aspetta, viene avvicinato da due sceneggiatori, Tom Oakley e Andy Sivella, che gli propongono Habeas Corpus, un dramma legale con un finale cupo e senza star di rilievo. Il misterioso stalker non si presenta, ma Mill riceve un nuovo fax: alza il suo impermeabile e trova una scatola con un serpente a sonagli vivo.
Scosso dall’accaduto, Mill si confida con Gudmundsdottir e tra i due nasce una relazione. Intanto, temendo di perdere il suo ruolo nello studio, escogita un piano: convince i due sceneggiatori a cedergli Habeas Corpus, facendo credere che potrebbe vincere un Oscar. Poi lascia che Levy prenda in mano la produzione per farlo fallire, salvo intervenire all’ultimo momento per salvare il film e riaffermare il suo potere.
Mill e Gudmundsdottir si avvicinano sempre di più. Durante un soggiorno a Desert Hot Springs, mentre sono insieme, Mill confessa il suo coinvolgimento nell’omicidio di Kahane. Gudmundsdottir, invece di reagire con sgomento, gli dice semplicemente che lo ama.
Nel frattempo, i vertici dello studio subiscono un rimpasto di potere: il capo Joel Levison viene licenziato e la polizia chiede a Mill di partecipare a un confronto. Intanto, il mondo di Hollywood continua a girare tra compromessi e giochi di potere.
Un anno dopo, Habeas Corpus viene presentato con un finale hollywoodiano e un cast stellare. Il piano di Mill ha funzionato: è ora il capo dello studio. Gudmundsdottir è sua moglie e aspetta un figlio. Quando Bonnie Sherow, sua ex amante e collega, si oppone alle modifiche del film, Levy la licenzia e Mill non interviene per aiutarla.
Alla fine, Mill riceve una telefonata da un uomo che si rivela essere il mittente delle cartoline anonime. Questi gli propone un’idea per un film: la storia di un dirigente cinematografico che uccide uno sceneggiatore e la fa franca. Mill accetta a una condizione: il finale deve essere lieto, con il produttore che vive felice con la vedova della sua vittima. Il titolo del film sarà I protagonisti.

## Genesi
Il film rappresenta il ritorno del regista Robert Altman a una maggiore visibilità internazionale, dopo un periodo dedicato a produzioni indipendenti e sperimentazioni. Dopo il relativo  successo di Vincent & Theo (film sui fratelli Van Gogh finanziato in Europa), Altman decide di tornare a lavorare negli Stati Uniti e inizia a sviluppare la  sceneggiatura di America oggi. Tuttavia, nonostante l'iniziale interesse, le major hollywoodiane mostrano scarso entusiasmo per il progetto. La Paramount finanzia la scrittura della sceneggiatura, ma successivamente decide di non produrre il film.
Nel frattempo l'indipendente Avenue Entertainment propone ad Altman l'adattamento del romanzo Il giocatore (The Player) di Michael Tolkin, una satira sul mondo di Hollywood scritto nel 1988 da Tolkin. Il cast include numerosi attori noti, tra cui Julia Roberts a Bruce Willis, Susan Sarandon, Peter Falk, Elliott Gould, Karen Black, Cher, Jack Lemmon, Mimi Rogers. l film attira nuovamente l'interesse delle case di distribuzione e viene selezionato per il Festival di Cannes.

## Tematiche e tecniche
Altman ritorna sulla grande scena dipingendo una Hollywood, come dirà lui stesso, "luogo di tagliole con personaggi seduti nei loro uffici, preoccupati solo a far profitto e con nessun senso di vergogna. Nel passato si cercava un buon attore, un buon regista, ed un bravo scrittore, ora prima decidono come vendere un film, ed una volta venduto cercano di farlo".
Il film si avvicina, abbandonate le claustrofobiche produzioni degli anni '80, alle prime produzioni altmaniane, affresco corale e tagliente di un universo sconosciuto ai più: corale come M*A*S*H, noir come Il lungo addio.
Esemplare il piano sequenza iniziale di ben nove minuti e mezzo durante il quale si discute di celebri piani sequenza, tra cui quello de L'infernale Quinlan di Orson Welles, intervallati da zoomate attraverso le finestre (anche questa citazione del maestro Welles) all'interno degli studi dove si discute, alla maniera hollywoodiana, di cinema-produzione.
Interessante anche il finale nel quale lo scrittore telefona a Griffin proponendogli la trama del film, che in realtà è il film che si è appena finito di vedere (rimando esplicito a M*A*S*H, in cui nel finale gli altoparlanti annunciano "il film che avete appena visto è M*A*S*H", iniziando quindi ad elencare il cast: la finzione che si riproduce senza soluzione di continuità).
Nel film si compiono in realtà due omicidi: oltre quello dello scrittore ucciso per sbaglio da Griffin, il vero grande morto è il mito di Hollywood, e con lui tutto il mondo ed il modo di fare arte da parte dell'industria. Subito dopo si scaglierà infatti contro un altro colosso dell'Arte-industria: quello della moda in Prêt-à-Porter, per il quale - a differenza dell'autoironia con il quale venne accettato nei cantieri Hollywoodiani The Player - verrà attaccato e boicottato da un mondo che non può accettare, dicendo di fare arte, di essere una mera industria.

## Riconoscimenti
- 1992 - Festival di Cannes[2]
  - In concorso per la Palma d'oro
  - Prix de la mise en scène a Robert Altman
  - Prix d'interprétation masculine a Tim Robbins
- 1993 - Premio Oscar
  - Candidatura Migliore regia a Robert Altman
  - Candidatura Migliore sceneggiatura non originale a Michael Tolkin
  - Candidatura Miglior montaggio a Geraldine Peroni
- 1993 - Golden Globe
  - Miglior film commedia o musicale
  - Miglior attore in un film commedia o musicale a Tim Robbins
  - Candidatura Miglior regista a Robert Altman
  - Candidatura Migliore sceneggiatura a Michael Tolkin
- 1993 - Premio BAFTA
  - Migliore regia a Robert Altman
  - Migliore sceneggiatura non originale a Michael Tolkin
  - Candidatura Miglior film
  - Candidatura Miglior attore protagonista a Tim Robbins
  - Candidatura Miglior montaggio a Geraldine Peroni